# Mas del Monestir
El Mas del Monestir és un edifici del municipi de Fortià (Alt Empordà).

## Descripció
La fàbrica de la casa original està molt deformada degut a la divisió del mas a la segona meitat del segle xix. Si bé la casa havia tingut una coberta a dues vessants, amb la citada divisió, en la part oest de la finca es va construir un nou cos de dos pisos més d'alçada. La part est de la mateixa conserva el vessant original, i té la façana arrebossada amb grans carreus emmarcant les obertures i l'angle. Tota la planta baixa conserva els sostres de volta catalana.
A la façana sud hi ha una porta d'accés en arc de mig punt adovellat, un rellotge de sol i diverses inscripcions de 1680 amb les claus, les rodes, la tiara de Sant Pere i el nom del procurador responsable Jeroni Climent. La part oest de la casa té un cos afegit al segle XX que no permet saber com són les obertures originals, tot i que l'angle està fet amb grans carreus.

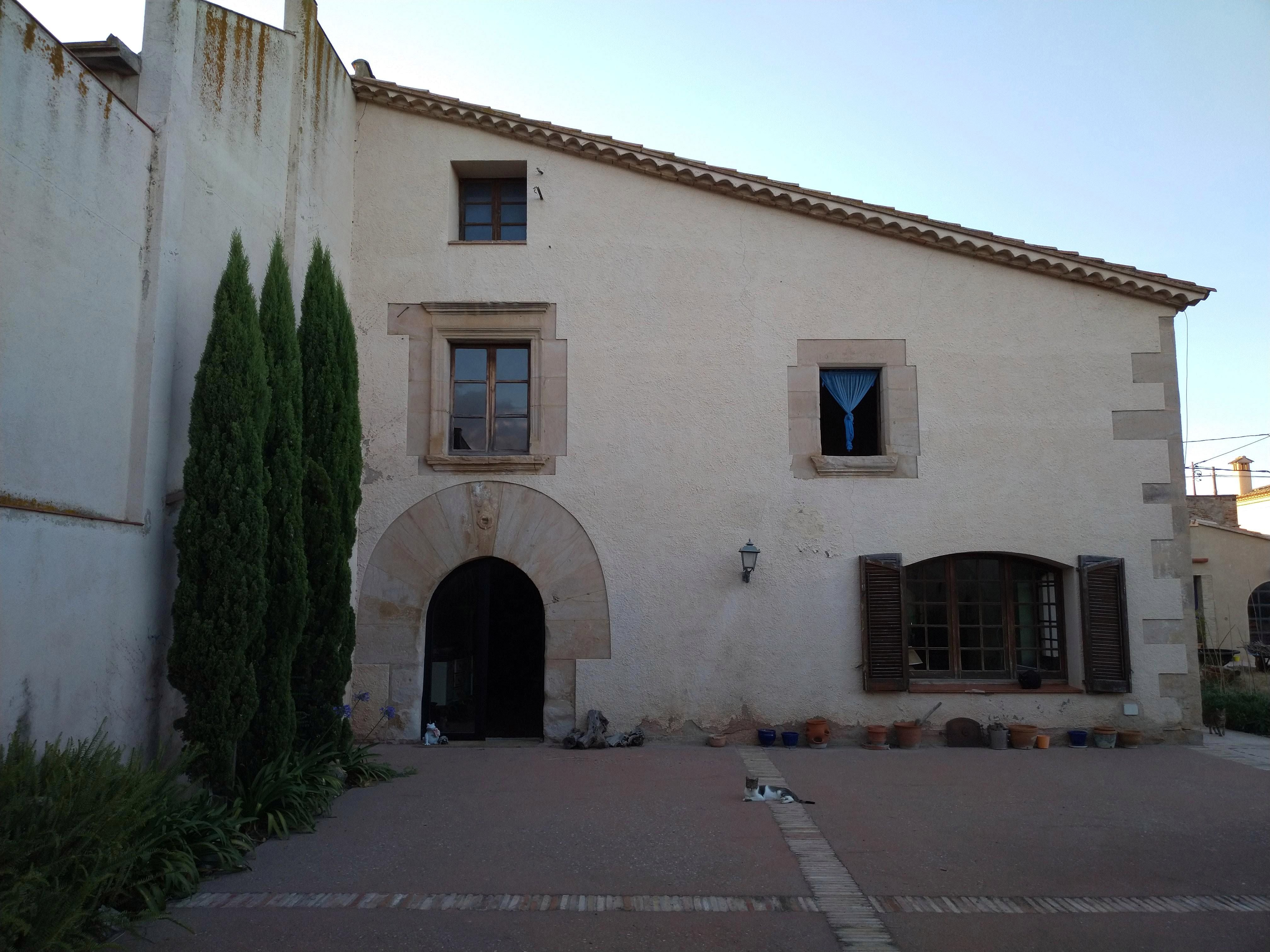
La façana del mas

## Història
La casa era un dels masos dispersos que hi havia pel terme i va ser construïda a la baixa edat mitjana per la família Taymar de Fortià. Al segle xvii va passar a mans del Monestir de Sant Pere de Rodes, el qual la va remodelar després de la Guerra dels Segadors pel mal estat en el que es trobava. En aquesta època pren el nom de mas del Monestir, que va conservar fins a la desamortització. Bona prova d'aquest fet són el seguit de llindes d'aquell període que fan referència al monestir.
Arran de la desamortització dels béns del monestir, la propietat va ser venuda i al cap dels anys es va acabar dividint. El nom del mas, cal Marquès, prové del malnom d'un dels seus propietaris. Al seu voltant, a partir del segle xix, s'hi van bastir un seguit de cases que van conformar un nou nucli d'habitatges entre els carrers de la Marinada i de les Cases Noves.